# Clathrosphaerina
Clathrosphaerina is een geslacht van schimmels uit de orde Helotiales. De typesoort is Clathrosphaerina zalewskii.

## Soorten
Volgens Index Fungorum telt het geslacht twee soorten (peildatum februari 2022): 
| Soortnaam                  | Auteur(s)                   | Publicatiejaar |
| -------------------------- | --------------------------- | -------------- |
| Clathrosphaerina ellisii   | Purohit, Panwar & N.L. Vyas | 1974           |
| Clathrosphaerina zalewskii | Beverw.                     | 1951           |